# Caroline Klintborg
Caroline Birgitta Christina Klintborg, tidigare Gustavsson, född Jansson 12 juli 1975, är en svensk pedagogisk forskare.
Hon disputerade 2013 med avhandlingen Existentiella konfigurationer. Om hur förståelsen av livet tar gestalt i ett socialt sammanhang. Avhandlingen rör frågor om unga vuxna (19—29 år) och hur de, med eller utan en kristen tro, tolkar och förstår existentiella teman i sina liv.
Klintborg är docent i religionspedagogik och universitetslektor vid Stockholms universitet. Hon har arbetat med förståelsen för begreppet delaktighet i en framförallt svenskkyrklig kontext. I boken Delaktighetens kris. Gudstjänstens pedagogiska utmaning (Artos förlag) redovisar hon en studie om körsångares upplevelse av delaktighet i den Svenska kyrkans gudstjänst. I Avstånd, delaktighet, längtan (Artos förlag) redovisar hon ett projekt under vilket hon följde arbetet för en ökad delaktighet i Asarums pastorat. Klintborg har därtill och tillsammans med en kollega studerat prästers och pastorers kallelseupplevelse samt arbetet med lärande och undervisning i Västerås stift. I boken Var är Jesus? (Verbum förlag) redovisar hon en studie om hur 16-åringar som konfirmerats i Svenska kyrkan upplevt sin tid som konfirmander. 
Klintborg har även arbetat med frågor kring undervisning i religionskunskap i den svenska skolan. Hon har skrivit om hur förståelsen för elevernas meningsskapande i termer av "existentiella konfigurationer" kan öppna religionskunskapsklassrummet för också de elever som själva inte tillhör vare sig en religiös tradition eller någon annan livsåskådning.